# آئورلیو بالکارسل کارول
آئورلیو بالکارسل کارول (انگلیسی: Aurelio Valcárcel Carroll) کارگردان و تهیه‌کننده تلویزیونی اهل کلمبیا است.
از فیلم‌ها یا مجموعه‌های تلویزیونی که وی در آن‌ها نقش داشته‌است، می‌توان به سفری دیگر، نقاب آنالیا، پشت درهای بسته و خدمتکاری در منهتن اشاره نمود.